# 秋田県道310号秋ノ宮小安温泉線
秋田県道310号秋ノ宮小安温泉線（あきたけんどう310ごう あきのみやおやすおんせんせん）は、秋田県湯沢市を通る一般県道である。愛称はこまち湯ったりロード。

## 概要
国道108号の分岐点（交点）からすぐに山道になる。当県道の単独区間はほとんどが道幅の狭い未改良区間である。また泥湯温泉までの区間は、冬期間通行止めになる。
湯沢市皆瀬字水上沢から終点までは秋田県道51号湯沢栗駒公園線と重複し、現地の県道標識は県道51号のものだけなので当県道は確認できない。

### 路線データ
- 総延長 : 23.689 km[2]
- 実延長 : 18.205 km[2]
- 起点 : 秋田県湯沢市秋ノ宮字小杉山113番4（国道108号交点）[3]北緯38度58分3.35秒 東経140度31分35.78秒
- 終点 : 秋田県湯沢市皆瀬字長塚長根3番2[3]・現 秋田県湯沢市皆瀬字小田[4]北緯39度1分31.72秒 東経140度38分40.45秒
- 未供用区間 : なし[2]

## 歴史
- 1995年（平成7年）4月1日 - 秋田県道に認定される[3]。

## 路線状況

### 重複区間
- 秋田県道51号湯沢栗駒公園線（湯沢市皆瀬字桁倉15番地先・交点 - 湯沢市皆瀬字長塚長根・終点）、5.5 km[2]

### 冬期閉鎖区間
- 区間 : 湯沢市秋ノ宮字小杉山 - 湯沢市高松字川原毛[4]
  - 期日 : 11月上旬 - 翌年6月[5]
- 区間 : 湯沢市高松字川原毛 - 湯沢市高松字泥湯沢（泥湯温泉）[4]
  - 期日 : 11月上旬 - 翌年4月[6]
- 区間 : 湯沢市皆瀬字水上沢 - 湯沢市皆瀬字小田（秋田県道51号湯沢栗駒公園線 重複区間）[4]
  - 期日 : 11月中旬 - 4月下旬[7]

### 交通不能区間
- なし[8]

## 地理

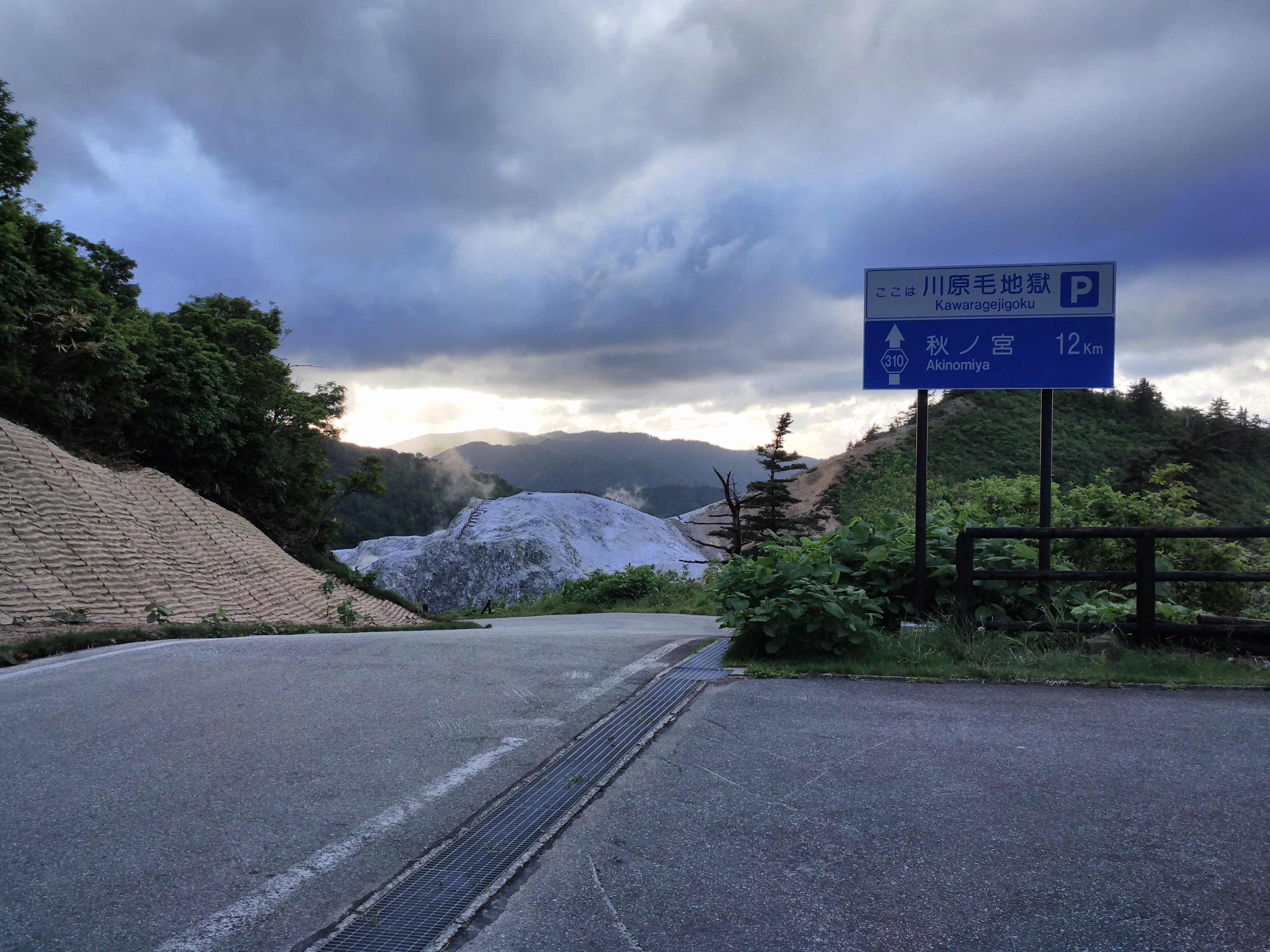
川原毛地獄付近

### 交差する道路
| 施設名 | 接続路線名                                      | 備考                            | 所在地                                                  |
| ------ | ----------------------------------------------- | ------------------------------- | ------------------------------------------------------- |
|        | 国道108号                                       | 起点                            | 湯沢市秋ノ宮字小杉山                                    |
|        | 秋田県道51号湯沢栗駒公園線                      |                                 | 湯沢市皆瀬字水上沢北緯39度0分28.6秒 東経140度37分31.6秒 |
|        | 国道398号 （=秋田県道323号小安温泉椿川線 重複） | 終点 県道51号終点 県道323号起点 | 湯沢市皆瀬字長塚長根                                    |

### 沿線の施設など
- 秋ノ宮温泉郷
- 川原毛大湯滝（泥湯温泉の手前を北へ）
- 泥湯温泉
- 上の岱地熱発電所（泥湯温泉の先を北へ）
- 山葵沢地熱発電所